# Satu Mäkelä-Nummela
Pour les articles homonymes, voir Mäkelä.
Satu Mäkelä-Nummela, née le 26 octobre 1970 à Orimattila (Finlande), est une tireuse sportive finlandaise.

## Palmarès

### Jeux olympiques
- Jeux olympiques de 2008 à Pékin (Chine) :
  -  Médaille d'or sur l'épreuve de trap.

### Championnats du monde
- Championnats du monde de tir 1995 à Nicosie (Chypre) :
  -  Médaille de bronze sur l'épreuve de trap.

- Championnats du monde de tir 2009 à Maribor (Slovénie) :
  -  Médaille de bronze sur l'épreuve de trap.

### Jeux européens
- Jeux européens de 2023 à Cracovie (Pologne) :
  -  Médaille d'argent sur l'épreuve de trap.